# Swiss Label
Swiss Label ist eine Schweizer Markenorganisation.
Sie ist in der Rechtsform eines Vereins organisiert und hat ihren Sitz in Bern. Präsidentin des Vorstandes ist Sylvia Flückiger-Bäni.
Zweck des Vereins ist gemäss Statuten:
- die Herkunftskennzeichnung von Schweizer Produkten und Dienstleistungen im In- und Ausland mit dem Armbrustzeichen
- die Erhaltung und Förderung des Herkunfts- und Qualitätsbewusstseins der Konsumenten
- die Erhaltung und Förderung des Wirtschaftsstandorts Schweiz

Über einen Benutzervertrag, welcher den Schutz, die Mitgliedergebühr, die Verwendung und Kontrolle des Armbrustzeichens regelt, vergibt der Verein seinen Mitgliedern das Armbrustzeichen als Ursprungssiegel. Dieses ist in der Schweiz und in diversen Exportländern markenrechtlich geschützt. Eine der Voraussetzungen für die Verwendung des Labels ist, dass der schweizerische Wertanteil mindestens 70 Prozent bei Industrieprodukten, 90 Prozent bei Lebensmitteln und 100 Prozent bei der Landwirtschaft (Swiss-Garantie-Produkte) betragen muss. Mitglieder von Swiss Label sind Unternehmen, Berufs- und Branchenverbände sowie deren Mitglieder.
Die Organisation wurde 1917 unter dem Namen «Schweizer Woche» gegründet und 1989 in Swiss Label umbenannt. Nachdem die Mitgliederzahl von einst über 1000 auf rund 100 gesunken war, wurde die Organisation 2003 neu lanciert. Heute (2023) zählt sie mehr als 1000 Mitglieder aus allen Regionen der Schweiz. 